# Párosodási típust meghatározó régió
A párosodási típust meghatározó régió vagy MAT-régió (mating-type region) egyes élesztők és más gombák genomjának specializálódott területe, ami általában heterokromatinba rendeződik és egyedi hiszton-metilációs mintákkal bír. Ennek a területnek a génjei szabályozzák az élőlény párosodási típusát, így életciklusának olyan kulcseseményeit határozzák meg, hogy például ivarosan vagy ivartalanul fog szaporodni. A hasadó élesztő (Schizosaccharomyces pombe) modellszervezet esetében a heterokromatin szerveződésének kialakulását és fenntartását RNS-indukálta transzkripcionális géncsendesítés (RNA-induced transcriptional silencing, RITS) szabályozza, ami a genom karbantartásáért felelős RNS-interferencia egy fajtája.
A párosodási típust meghatározó régiókat behatóan tanulmányozták a sarjadzó élesztő (Saccharomyces cerevisiae) és a Neurospora crassa gomba (egyfajta kenyérpenész) esetében.

## Fordítás
- Ez a szócikk részben vagy egészben a Mating-type region című angol Wikipédia-szócikk ezen változatának fordításán alapul.  Az eredeti cikk szerkesztőit annak laptörténete sorolja fel. Ez a jelzés csupán a megfogalmazás eredetét és a szerzői jogokat jelzi, nem szolgál a cikkben szereplő információk forrásmegjelöléseként.